# ديمتري كريفوشييف
ديمتري كريفوشييف هو لاعب كرة قدم بيلاروسي في مركز الوسط، ولد في 19 سبتمبر 1998 في مازير في بيلاروس. لعب مع نادي سلافيا-موزير.

## وصلات خارجية
- ديمتري كريفوشييف على موقع قاعدة بيانات كرة القدم.إي يو (الإنجليزية)
- ديمتري كريفوشييف على موقع Soccerway.com (الإنجليزية)